# Isusovački samostan i crkva Presvetog Srca Isusova u Splitu
Isusovački samostan i crkva Presvetog Srca Isusova u Splitu nalaze se na adresi Manuška poljana 1.

## Opis
Sagrađeni su 1898. godine. Arhitekt je Josip Slade. Crkva je na gradskom predjelu Manušu. Neostilska kamena dvokatnica s četverostrešnim krovištem iz 1898. čiji je projektant trogirski arhitekt Josip Slade. Smještena je na parceli ograđenoj kamenim zidom s ulaznim portalom. Pred glavnim pročeljem, simetrično raščlanjenim, s blago isturenim bočnim rizalitima i uglovima naglašenim kamenom rustikom, je prostrani vrt. U začelju kuće, prostor vrta je smanjen zbog novogradnje čime su dijelom izgubljene ambijentalne vrijednosti. U tlocrtu zgrada ima oblik slova U, s plitkim bočnim krilima koja tvore malo dvorište pred stražnjim pročeljem. U unutrašnjosti, čitavo jedno bočno krilo u visini prizemlja i prvog kata zauzima nadsvođena kapela Srca Isusova s bogatim crkvenim inventarom.

## Zaštita
Pod oznakom Z-4642 zavedeni su kao nepokretno kulturno dobro - pojedinačno, pravna statusa zaštićena kulturnog dobra, klasificiranog kao sakralna graditeljska baština.